# Prairie oester

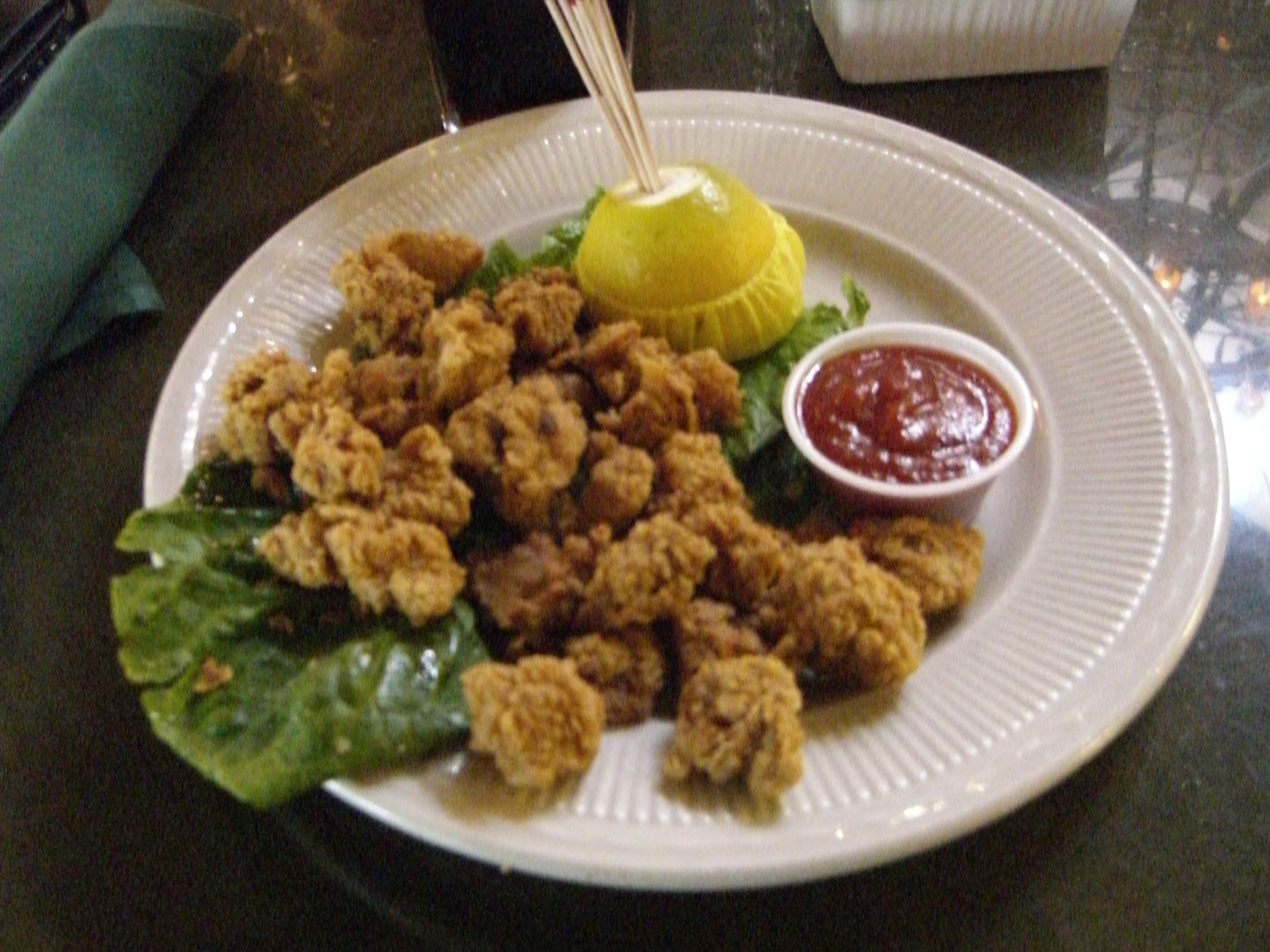
Prairie oesters

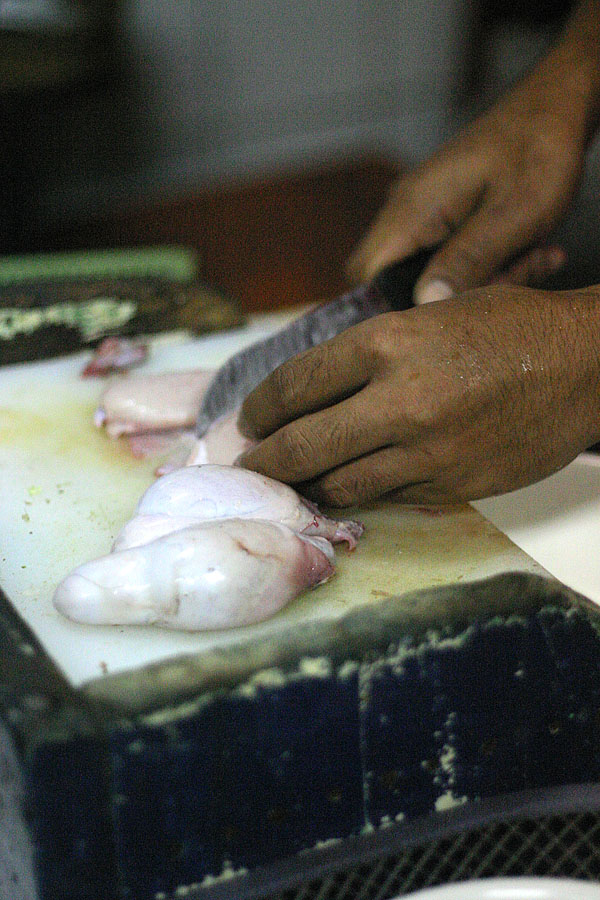
Bereiden van testikels.

Prairie oesters of Rocky Mountain oesters zijn enige van de namen voor een culinaire delicatesse gemaakt van de testikels van stieren of zwijnen. De gebruikelijke manier van bereiden is dat ze schoongemaakt worden, gepaneerd, soms platgeslagen, en in olie gebraden.
Op de prairies in het westen van Canada en de Verenigde Staten is het een bekend soort voedsel. Het wordt vaak opgediend ter gelegenheid van festiviteiten en volksvermaak (vaak in de zomer) of als specialiteit in sommige eetgelegenheden.
In Frankrijk en Zuid-Europa werden de testikels van schapen, op soortgelijke manier geprepareerd, vaak als delicatesse geserveerd, maar dat is niet meer zo populair.